# 舍夫琴基夫卡 (捷普利克區)
48°45′13″N 29°50′28″E / 48.75361°N 29.84111°E
舍夫琴基夫卡（烏克蘭語：Шевченківка），是烏克蘭的村落，位於該國西南部文尼察州，由海辛區負責管轄，面積0.07平方公里，海拔高度236米，2001年人口95，人口密度每平方公里1,301.37人。